# Rocket to Russia
Rocket to Russia treći je studijski album od američkog punk rock sastava Ramones, koji izlazi u studenom 1977.g. Album sadrži nekoliko Ramonesovih najpoznatijih skladbi, a neke od njih su "Sheena Is a Punk Rocker" i "Teenage Lobotomy. 2003. Rocket to Russia dolazi 105 mjesto popisa "500 najboljih albuma za sva vremena" od časopisa "Rolling Stone".
Materijal su počeli snimati krajem kolovoza 1977. u "Media Sound Studios", Midtown Manhattan. Troškovi snimanja albuma stajali su približno oko $25,000, koji su puno veći nego troškovi njihova prethodno snimljena dva albuma. Na zamolbu gitariste Johnnyja Ramonea, urednik i ilustrator časopisa "Punk Magazine" John Holmstrom, uređuje omot albuma na kojemu se nalazi tipična za sastav animirana slika s pogledom na zemlju s koje je ispaljena raketa. 1978. album se nalazi na #48 Billboardove ljestvice pop albuma i najpopularnije je njihovo izdanje do tada.
19. lipnja 2001. diskografska kuća "Rhino Records", objavljuje reizdanje albuma, na kojemu se nalaze remiksane skladbe s originalnog materijala i alternativne verzije skladbi s B-strane albuma.

## Popis pjesama
Sve pjesme napisao je sastav Ramones, osim gdje je drugačije naznačeno.
1. "Cretin Hop" (Tommy Ramone, Johnny Ramone, Dee Dee Ramone)– 1:55
2. "Rockaway Beach" (Dee Dee Ramone) – 2:06
3. "Here Today, Gone Tomorrow" (Joey Ramone) – 2:49
4. "Locket Love" (Dee Dee Ramone)  – 2:11
5. "I Don't Care" (Joey Ramone) – 1:39
6. "Sheena Is a Punk Rocker" (Joey Ramone) – 2:49
7. "We're a Happy Family" – 2:40
8. "Teenage Lobotomy" – 2:01
9. "Do You Wanna Dance?" (Bobby Freeman) – 1:55
10. "I Wanna Be Well" (Joey Ramone) – 2:28
11. "I Can't Give You Anything" (Dee Dee Ramone) – 2:01
12. "Ramona" – 2:38
13. "Surfin' Bird" (Carl White / Alfred Frazier / John Harris / Turner Wilson) – 2:37
14. "Why Is It Always This Way?" – 2:22

### Rhino bonus skladbe
1. "Needles & Pins (rana verzija)" (Sonny Bono / Jack Nitzsche) – 2:24
2. "Slug (demo)" (Joey Ramone) – 2:23
3. "It’s a Long Way Back to Germany (VB B-strana)" (Dee Dee Ramone) – 2:22
4. "I Don’t Care (single version)" – 1:40
5. "Sheena Is a Punk Rocker (singl verzija)" – 2:48

## Izvođači
- Joey Ramone – prvi vokal
- Johnny Ramone – gitara
- Dee Dee Ramone – bas-gitara, prateći vokali
- Tommy Ramone – bubnjevi

### Produkcija
- Tony Bongiovi, Tommy Ramone – producenti
- Ed Stasium – projekcija
- Don Berman – asistent projekta
- Greg Calbi – mastering
- Danny Fields – fotografija
- John Holmstrom – umjetnički rad

## Vanjske poveznice
- discogs.com - Ramones - Rocket To Russia